# 車道分割

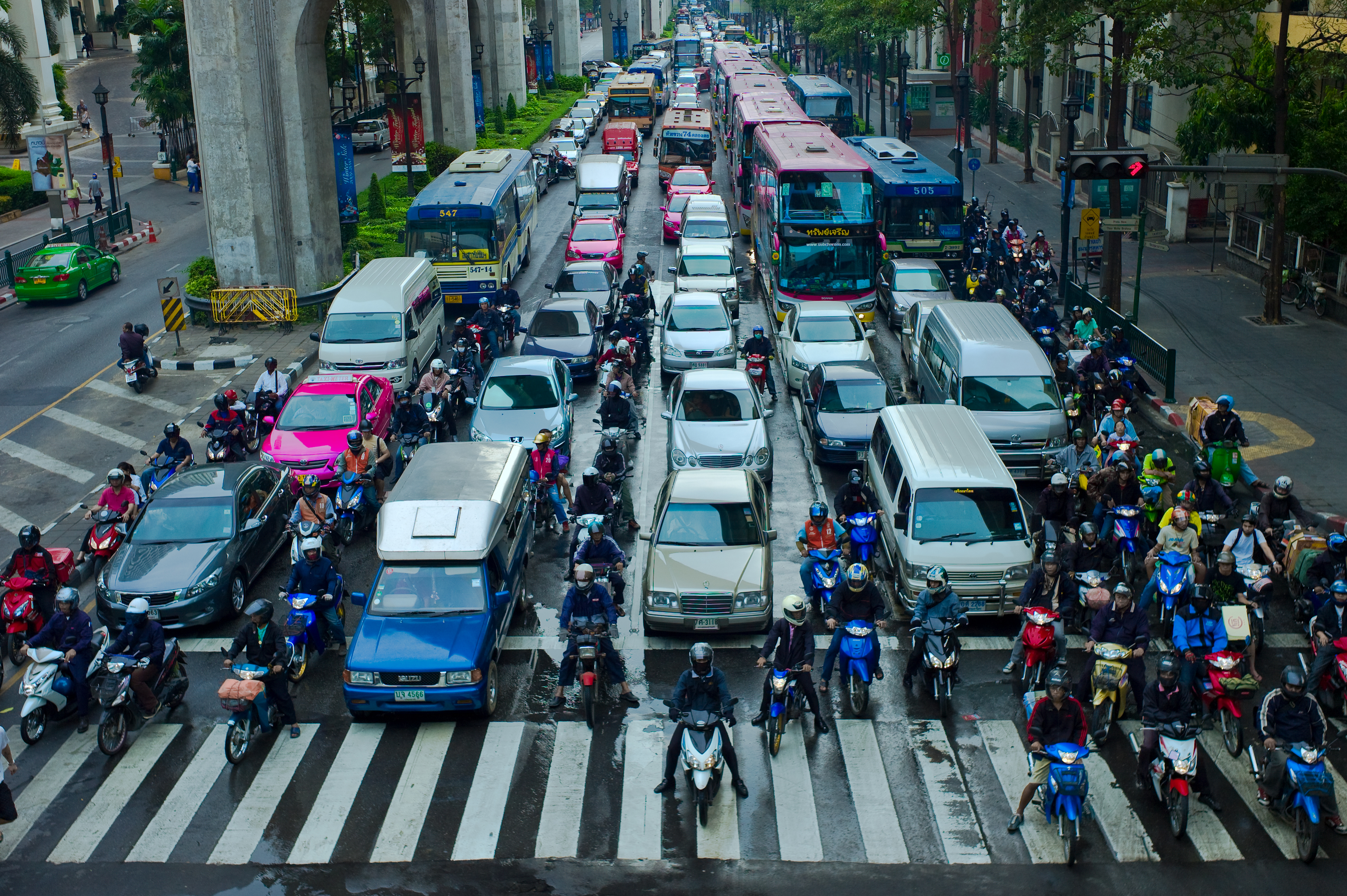
車道分割，攝於泰國曼谷

車道分割（英文：Lane splitting）是一種車道共享（英文：Lane sharing）的形式。泛指車身寬度比私家車等窄小的車輛（包括摩托車或自行車），於車流緩慢或停滯的同向車道行駛時，可以從兩股車流、或汽車與車道線之間的剩餘空間或空隙超車。
而絕大部分在法律中明文准許車道分割的國家或地區，同時列明上述行為的合法前提。包括車流緩滯、但其餘路況及安全狀況許可時，方允許於除道路最外側之外的範圍（例如不得靠近路肩、人行道），以低速進行車道分割。反之，若車流速度正常或暢通時，或路經部分特定區域時（如學校），或另立禁止超車標示的路段時，必須按照其他車輛，作出一般的超車行為及規範，而不可車道分割，否則視作違反交通法規。

## 安全性
在車流停滯時，騎車者需以較慢車速穿過車陣，尤其在靠近外側車道時，應注意路邊停車，提防落入其他車輛的門區時，而被開啟的車門擊中。此外，在其他車輛換道、接近巴士和其他大型車輛需要特別小心，因為其他車輛未注意或未有作出預告，均有可能對正在進行車道分割的騎車者構成危險。為了避免在路口時與轉彎車輛發生碰撞，騎車者應按實際情況及自身的駕駛動線，選擇停在前車駕駛座側旁，或待在前車後方。而不應停在先頭車輛的副駕駛側，因為此舉等同落入該車的盲點。

### 研究
在美國，現時關於車道分割的安全研究不多。而歐洲摩托車事故研究報告，曾比較四個合法車道分割和一個車道分割不合法的國家，與車道分割相關的摩托車事故，但亦未得出車道分割是否有助預防交通事故的結論。
而對於車道分割，支持者稱按照1981年的赫特報告指出，車道分割可減少騎車者受到追撞事故的傷害，從而提高摩托車的駕駛安全。 。另外亦指，根據美國運輸部交通事故死亡分析報告系統顯示，加州因騎乘摩托車被追撞的死亡人數比佛羅里達州或德克薩斯州低30％，這些州份的騎車出行時間和人口特徵相似，但上述兩州車道分割均不合法。，在FARS系統中也找不到類似結論的地方及字眼。而根據該傷害報告，車道分割「或許可以減少」追撞事故，而當中可帶來舒緩塞車的效益，還得再進一步研究。而且在該報告中，並無任何提到車道分割的字眼，且所有數據都是在加州收集而成，因此欠缺車道分割與非車道分割兩者間比較。而傷害報告雖然最後列出了55項具體調查結果，例如「碰撞後有62％的摩托車事故中存在燃油洩漏的問題，足以構成嚴重的火災危害」等，然而結論亦未提及車道分割的重要性，對於立法和執法建議也沒提及車道分割或建議為車道分割修法。
在2015年5月的一項研究中，來自加州大學伯克利分校安全運輸研究和教育中心（SafeTREC）的研究人員發現，如果車流以50英里/小時（80公里/小時）或更低的速度行駛，並假設摩托車不超過該速度行駛，因車道分割所導致的車禍事故，相對安全於其他車輛以超過15英里/小時（24公里/小時）的車速所發生的車禍。該報告同時發現，與加州發生碰撞事故的其他摩托車駕駛員相比，進行車道分割的追撞率明顯低於其他非車道分割（4.6％比6％）。選擇車道分割者比較不容易出現頭部受傷（9％比17％）、軀幹受傷（19％比29％）和致命傷（1.2％比3％）。然而，車道分割的駕駛也比追撞車駕駛受傷機率多出超過兩倍（38.4%比15.7％）。
在歐洲，MAIDS報告是使用經合組織於1999至2000年的標準，並收集了五個國家共900多宗摩托車事故的數據，另以非事故數據作對照組，以衡量不同因素下對事故的影響，與美國的傷害報告研究目的相同。而收集數據的五個國家中有四個允許車道分割，其餘不合法，然而MAIDS在結論中也沒對車道分割期間的追撞事故抑或一般的追撞事故作出任何結論和建議。值得注意的是，該報告統計車道分割進行時的摩托車車禍迴避率僅0.4%，與更常見的事故相比，例如恆速狀態直線行駛與怠速狀態下通過連續彎道，迴避率分別為49.1%及12.1%。在另外剩餘的其中2.8％事故發生之前，摩托車更已經先停了下來。
另外，諾丁漢大學為英國運輸部進行的一項研究的初步結果表明，抽查當中5％的摩托車死亡或嚴重受傷（KSI）事故。同時也發現，在這些KSI案件中，由於駕駛者往往「在交通繁忙時，未能考慮其他摩托車的騎乘方式，一般駕車者出現判斷失誤而導致車禍可能性是摩托車駕駛的兩倍。」除此之外，亦有學者以另類的研究方式，其中對道路的容量效益考察。實驗對象為1500台摩托車等具原動力的兩輪車輛，並對其進行實體跟蹤，調查該等車輛於車道之間和沿著車道的運動學，當中包括用作設計貝氏網路圖型，以統計及模擬車輛在何時選擇何車道行駛。 該圖型為測量各動線選擇的風險等級提供了基礎。實驗後得出，該等車輛一旦進行非交叉運動（持續地直線車道分割）並駛至車陣最前面，的確可為該道路帶來容量增益。 

## 關於安全和利益的爭論
支持者表示，這種做法可以通過汽車之間未使用的道路空間來緩解擁堵，並且車道分割可提高燃油效率和摩托車駕駛員的舒適度，尤其減輕在極端天氣下對摩托車駕駛的潛在傷害。在美國，交通工程師認為國內的摩托車駕駛群太少，難以在數據上立論及提出特殊的理據，更無從談及後續的立法誘因等，包括車道分割的合法化。除非大部分美國人有改用摩托車的趨勢，否則無法衡量塞車時的實際效益，即使實行車道分割後亦然。相反，現時法律和基礎設施應只將摩托車視如一般汽車的交通工具，倒能夠對摩托車駕駛的潛在風險和干擾降至最低。
更進一步而論，車道分割也可能引致其他駕駛路怒症，因為他們對摩托車駕駛員能利用車道分割輕易躲開塞車而感到沮喪或怨忿。然而，傷害報告表明「其他駕駛對摩托車故意採取敵對行為是一種罕見的事故原因」。 對於剛開始騎摩托車的人，報告也不建議剛上路就立即進行車道分割，並且強烈警告新手駕駛們，在前往允許車道分割的地方時仍可能存在上述風險。同樣地，對於那些來自不允許車道分割的外地駕駛而言，這可是會讓他們感到吃驚和懼怕，心理層面上受壓也會增加潛在的駕駛安全風險。

#### 歸責問題
以美國的合法車道分割而言，也可能讓摩托車駕駛承擔法律責任，尤其是肇事歸責比例。事實上，當該駕駛在車道分割時而遭遇事故時，這反成為肇事成因非常有力的證據，因為在事故發生當下，車道分割的合法條件往往已不存在，這樣做會視為是不安全的駕駛行為。如果遇上這類車禍，車主在理賠時必然難以說服保險公司，包括與自己的肇事責任完全無關等說詞，在一定程度上得分擔若干的肇事責任，使得車主變相處於弱勢。
於2005年，在華盛頓州的車道分割合法化的法案遭否決後，該州巡警發言人指「難以制定和實行車道分割的合適速度和執法標準等。」他更表示接獲加州公路巡警的官員告知，希望他們不會制定該執法指引。之後因應加州車道分割合法化，加州公路巡警更取消關於上述的內部指引。

#### 安全方面

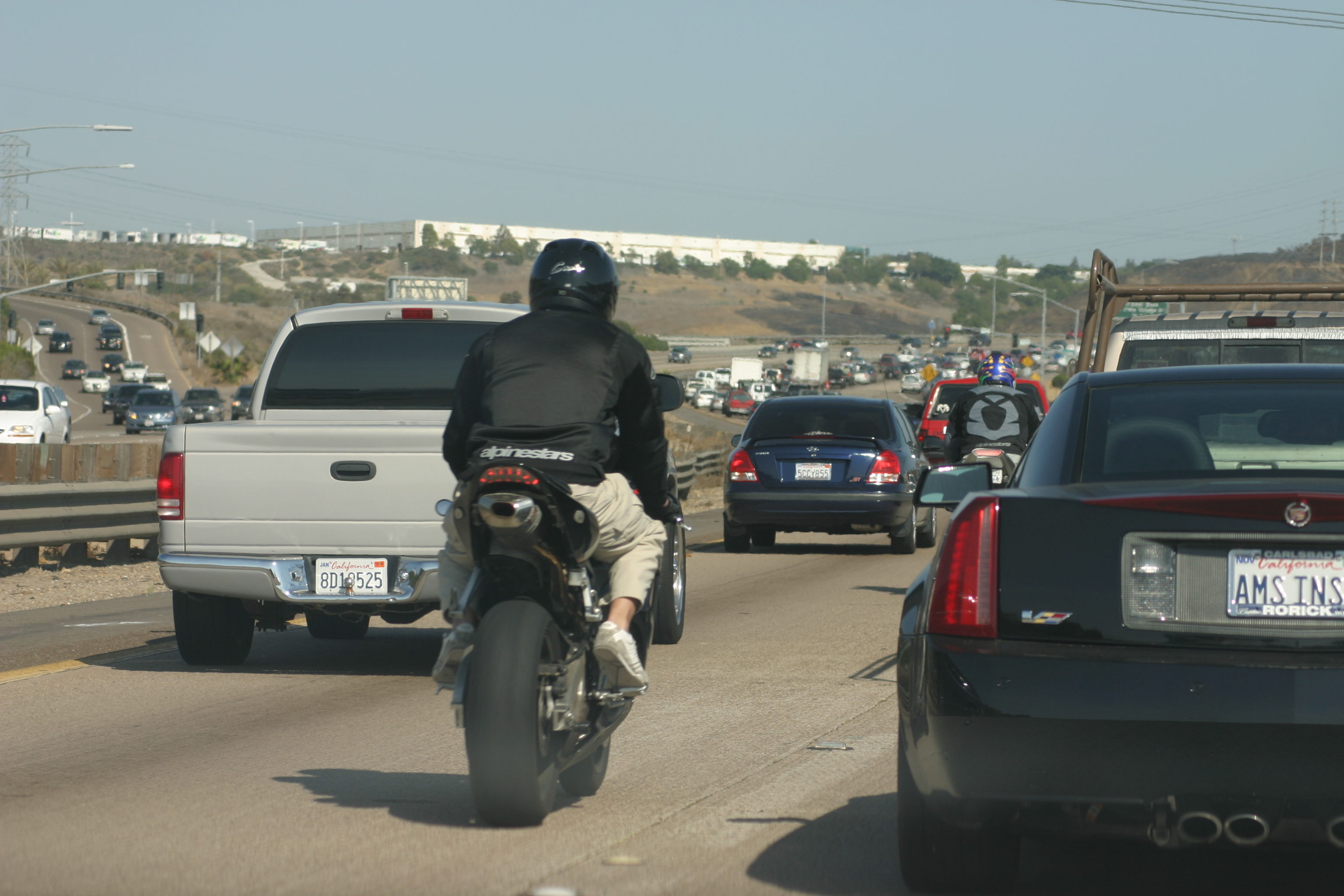
在加州，兩名摩托車駕駛在進行車道分割

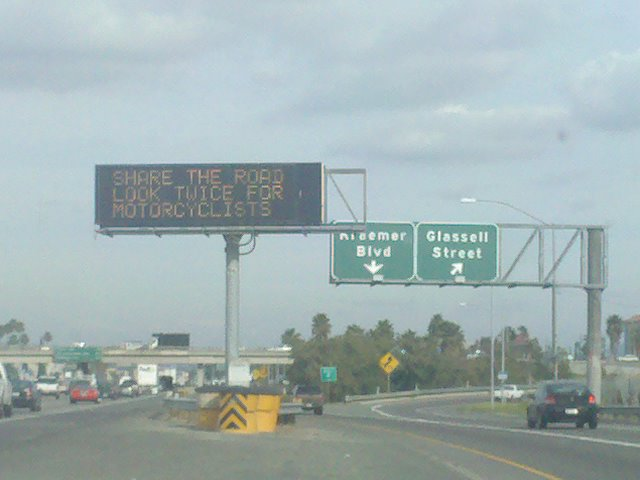
於加州州道91號上的資訊版，提醒駕駛們留意盲點中潛在出現的摩托車

在加州的DMV駕駛手冊中，列明對車道分割者的警告：「無論車輛和摩托車，每種車輛都需要一條完整的車道才能安全駕駛，並且在同一車道上的停滯中或是流動中的車流間騎行，均使你變得脆弱。包括其他車輛可能會突然轉彎或換道，車門突然打開，或者一隻手從窗戶伸出來等。」 另外在澳洲維多利亞州駕駛管理局委託民間機構研究所得，「並無實例顯示此類（車道分割）超車行為，為導致交通事故的主因之一。」
在英國警察的騎乘手冊中，明確指出車道分割的優點。但同時指出「於停滯或低速車流旁或之間超越時，必須同時權衡超車時所帶來的危險性。」 
手冊上亦同時載明關於超車時必須注意及預防的建議。
在詳細討論了利弊之後，美國摩托車安全大師大衛·霍夫認為，騎車者得選擇合法的車道分割，這樣做比在交通堵塞中保持靜止更為安全。然而，與他有關的公共教育和支援騎車者的培訓課程，以及使用頭盔的立法工作相比，他倒是沒有記錄一切有利於在不允許車道分割的州份內推動修改其道路法規的理據及研究。俄勒岡州交通部對車道分割的文獻綜述指出：「此舉潛在的安全效益是提高了摩托車駕駛的能見度。車道分割使摩托車駕駛能夠看清楚前方的交通狀況，能讓其作出駕駛行為變得主動。然而，公家的檢視（媒體）力度是有限的，摩托車周邊的刊物和愛好者文章經常宣傳這些優點。」

## 允許車道分割的地区
- 美國：
  - 加州：2016年8月通過。[33][34]

美國車道分割法律（2019年3月）狀況。綠色：代表合法。藍灰色：合乎相當條件才合法。黑色和紅色：代表不合法。橙色和黃色：法律不明確，未立法禁止或允許。

  - 猶他州：2019年3月州長簽署法案，公佈成法律，[35]5月14日有條件生效。[36]
- 英國[37]
- 波蘭[38]

- 澳洲：[39]

| 州級行政區   | 生效日                               | 持照資格                               | 車道分割的條件 |
| ------------ | ------------------------------------ | -------------------------------------- | --- |
| 新南威爾士州 | 2014年7月1日                         | 限持正式摩托車執照者                   | 限速30公里/小時，不得在路緣石旁，不得在停放的車輛旁，也不得在學校區域內。 |
| 昆士蘭州     | 2015年2月1日                         | 限持正式摩托車執照者                   | 限速30公里/小時，不得在學校區域內，也不得在路緣石以及其他車輛之間；但另外允許持完整摩托車執照者，在限速90公里/小時以上的公路，以30公里/小時以下的慢速，行駛路肩超越塞車路段。 |
| 澳洲首都領地 | 2015年2月1日起試行二年摩托車車道分割 | 限持正式摩托車執照者                   | 限速30公里/小時，不得在路緣石旁，不得在停放的車輛旁，不得在學校區域內，也不得在大型車旁。                                                                                     |
| 維多利亞州   | 2015年11月2日起                      | 限正式持摩托車駕駛執照而非學習駕駛證者 | 限速30公里/小時，但不得在路緣石以及其他車輛之間、相反方向車流之間、或者禁止車道分割標誌起訖點之間的路段。                                                                     |
| 南澳大利亞州 | 2017年4月15日                        | 限持正式摩托車執照者                   | 限速30公里/小時，不得在路緣石旁，不得在停放的車輛旁，不得在學校區域內，不得在圓環內，不得在自行車道、巴士道、電車道內。                                                       |
| 塔斯馬尼亞州 | 2018年1月9日                         | 限持正式摩托車執照者                   | 限速30公里/小時，不得在學校區域內，不得在路緣石旁，不得在停放的車輛旁，避免在大型車旁。                                                                                       |

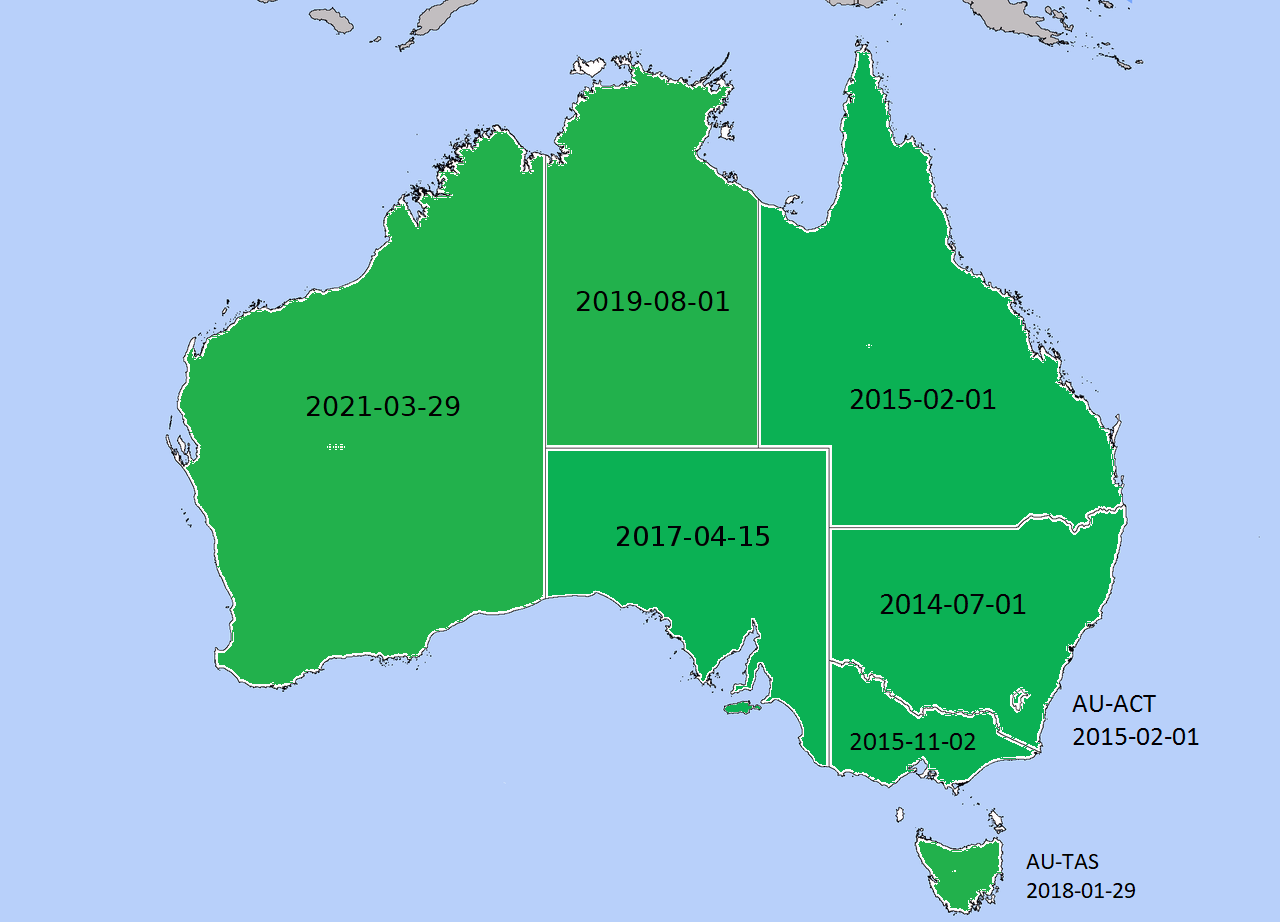
澳大利亞車道分割合法化日期

- 香港：容許在塞車或車流緩慢時，於車輛之間或車輛與車道分隔線之間超車。若同向車道超過一條行車線時，則不應於同車道超車，也沒明文禁止持暫准駕駛執照者（P牌）車道分割。然而持有P牌者，在行經快速公路時不得使用最內側車道。[46]
- 台灣：台灣在車道分割規定上，對於汽缸排氣量250c.c.或以下摩托車及腳踏車沒有專門的法令限制，最相關的法令是道路交通管理處罰條例第47條[47]，但因摩托車機動性與便利性極高，多數幹道道路右側也有畫設慢車道，或是空間極大的路肩，但路肩不能行駛，再加上許多台灣駕駛人觀念是摩托車要靠右騎，因此警察幾乎不會針對汽缸排氣量250c.c.或以下摩托車及單車進行同車道超車之舉發裁罰。

## 不允許車道分割的地区
- 美國（除加州、猶他州外的州份）
  - 除加州及猶他州外，車道分割在美國大部分州份被視為違反交通法律，或未有成文非法、亦無明文允許。

- 日本 [48] [49]
- 台灣：目前規定汽缸排氣量251c.c.或以上之大型重型機車（俗稱黃牌、紅牌機車），其權利與義務等同一般小型車（但卻不能上國道），因此明令禁止行進間進行車道分割[50][51]。但在車流靜止時，允許大型重機進行車道分割[52]。惟鑽車時若遇障礙不得已而需要重返車陣中時，又可能違反道路交通安全規則第102條1項12款[53]。
- 加拿大：尽管有一些群体或个人一直试图游说政府开放此类行为，但目前加拿大境内驾驶摩托车車道分割仍不是合法行为[54]。有些省份明文禁止，比如BC省[55]。有些省份并无明文禁止（但亦无明文允许），实际行车中各省警官也可能对進行車道分割的骑士开出危险驾驶罚单[56]。

## 外部連結
- Tips for Splitting Lanes （页面存档备份，存于）
- LaneShare.org （页面存档备份，存于）
- California DMV website （页面存档备份，存于）